# Bahnhof Paddock Wood
| \| \| \| \| \| nach Tonbridge \| \| \| \| \| \| \| \| \| \| \| \| \| \| \| \| Abstellgleis \| \| \| \| \| \| \| \| \| \| \| \| \| \| \| \| \| \| \| \| \| \| \| \| B2160 Maidstone Road \| \| \| \| \| \| \| \| \| \| \| \| \| \| \| \| \| \| \| \| \| \| \| \| \| \| \| \| \| \| \| \| \| \| \| \| \| \| \| \| \| \| \| \| \| \| \| \| Medway Valley Line \| \| \| \| \| \| \| \| nach Maidstone \| \| \| \| \| \| \| \| Hawkhurst Branch Line \| \| \| \| \| \| \| \| nach Marden \| \| \| |  |  |  |                       |  |  |
| |  |  |  | nach Tonbridge        |  |  |
| |  |  |  |                       |  |  |
| |  |  |  | Abstellgleis          |  |  |
| |  |  |  |                       |  |  |
| |  |  |  |                       |  |  |
| |  |  |  | B2160 Maidstone Road  |  |  |
| |  |  |  |                       |  |  |
| |  |  |  |                       |  |  |
| |  |  |  |                       |  |  |
| |  |  |  |                       |  |  |
| |  |  |  |                       |  |  |
| |  |  |  | Medway Valley Line    |  |  |
| |  |  |  | nach Maidstone        |  |  |
| |  |  |  | Hawkhurst Branch Line |  |  |
| |  |  |  | nach Marden           |  |  |

Der englische Bahnhof Paddock Wood liegt am Abzweig der Medway Valley Line von der South Eastern Main Line. Der Bahnhof und die Verbindungen werden von Southeastern betrieben. Der Bahnhof hat drei Bahnsteige.

## Geschichte
Die South Eastern Railway eröffnete 1842 eine Strecke von Redhill über Ashford nach Dover. Diese Strecke umfuhr Maidstone. Ein Maidstone Road genannter Bahnhof wurde am 31. August 1842 in ländlicher Lage acht Meilen nördlich der Stadt eröffnet. Das Dorf Paddock Wood breitete sich rasch um das Bahnhofsgebiet aus. Als 1844 die Zweiglinie nach Maidstone West eröffnet wurde, erfolgte die Umbenennung des Bahnhofes in Paddock Wood. Eine andere Zweiglinie – die Hawkhurst Branch – zum Dorf Hawkhurst existierte zwischen 1892 und 1961.
Der Bahnhof hat zwei Gleise mit Außenbahnsteigen, dazwischen zwei Durchfahrtsgleise. Zusätzlich gibt es einen Kopfbahnsteig für die Medway Valley Line. Ein weiterer Kopfbahnsteig existierte auf der anderen Seite, während die Hawkhurst Branch in Betrieb war. Das Bahnhofsgebäude steht an der Seite für Züge in Richtung Norden; an beiden Bahnsteigen gibt es lange Überdachungen. Die Bahnsteige werden von einer Überführung verbunden.

## Unfälle
Am 5. Mai 1919 um 03:40 Uhr überfuhr ein Güterzug von Bricklayers Arms nach Margate haltzeigende Signale und fuhr ein Stück westlich von Paddock Wood auf einen anderen Güterzug auf. Der Zug nach Margate wurde von der C-Klasse 721 gezogen. Er hatte 50 Güterwagen einschließlich dreier Bremserwagen. Der andere Zug war mit der C-Klasse 61 bespannt. Der Heizer dieses Zuges starb beim Unfall. Obwohl der Hauptgrund des Unfalls war, dass der Lokomotivführer des Zuges nach Margate den Signalen nicht folgte, wurde auch der Fahrdienstleiter beim Stellwerk im Osten Tonbridges getadelt. Die Begründung dafür war, dass er dem Fahrer keine ausreichende Warnung gab, dass die Strecke nicht frei war, obwohl der Zug schon vom Fahrdienstleiter in Paddock Wood angenommen worden war. Der Fahrdienstleiter in Paddock Wood hatte den Zug mit Verordnung 5 – „Abschnitt frei, aber Bahnhof oder Abzweig blockiert“ – angenommen.
Als am 8. Dezember 1961 um 02:02 Uhr ein Güterzug im Bahnhof Paddock Wood zurücksetzte, überfuhr ein durchfahrender Güterzug nach Tonbridge haltzeigende Signale und kollidierte mit jenem. Die beim Unfall entstandenen Trümmer häuften sich unter der Brücke der B2160 Maidstone Road. Die Strecke war über zwölf Stunden hin blockiert.

## Verbindungen (Stand Dezember 2016)
Außerhalb der Hauptverkehrszeiten verkehren die Züge in der Regel so:
- drei Züge pro Stunde nach Tonbridge, davon fahren zwei weiter nach London Charing Cross.[6]
- ein Zug pro Stunde nach Dover Priory
- ein Zug pro Stunde nach Ramsgate über Canterbury West[6]
- ein Zug pro Stunde nach Strood über Maidstone West und die Medway Valley Line.[7]

## Busverbindungen
Die Buslinien 6, 203, 205 und 296 fahren in der Nähe des Bahnhofs ab.